# Polypedilum canum
Polypedilum canum är en tvåvingeart som beskrevs av Freeman 1959. Polypedilum canum ingår i släktet Polypedilum och familjen fjädermyggor. Inga underarter finns listade i Catalogue of Life.